# Tierras de la Corona de Bohemia

Escudo de armas de las Tierras de la Corona de Bohemia (hasta 1635), en sentido de las agujas del reloj: Águila de Moravia (ajedreada), águila de Silesia de los Piastas, buey de Baja Lusacia, águila de Alta Silesia, muro de Alta Lusacia, en surtout, león de Bohemia, bajo la Corona de Wenceslao, engalanado con hojas de tilo, Hugo Gerhard Ströhl (1851-1919).

Las Tierras de la Corona de Bohemia (en checo: země Koruny české; en alemán: Böhmische Kronländer; en latín: Corona regni Bohemiae), también llamadas Tierras de la Corona de San Wenceslao (země Koruny svatováclavské) o simplemente Corona de Bohemia (Koruna česká) o Tierras de la Corona Checa (České korunní země), se refiere a la región conectada por relaciones feudales bajo el gobierno conjunto de los reyes de Bohemia. Por lo tanto el término no se refiere a la corona física de los reyes bohemios (la Corona de San Wenceslao), sino a los Estados bohemios propiamente.
La Corona Bohemia tampoco era una unión personal ni una federación de miembros iguales. Más bien, el Reino de Bohemia tenía un estatus más alto que los otros Estados constituyentes incorporados dentro del Sacro Imperio Romano Germánico. Al lado de la corte de Bohemia no existían instituciones estatales comunes.

## Historia

Tierras de la Corona de Bohemia dentro del Sacro Imperio en 1618.

### Přemyslidas
El los siglos X y XI Bohemia, la Marca de Moravia y Kladsko fueron consolidados bajo el gobierno de la dinastía Premyslida, cuyo vástago Ottokar I alcanzó el título real hereditario en 1198 del antirrey germano Felipe de Suabia, y el Ducado de Bohemia fue elevado al rango de Reino de Bohemia. La realeza fue últimamente confirmada por el rey Federico II en la Bula de Oro de Sicilia de 1212.
El rey Ottokar II de Bohemia adquirió el Ducado de Austria en 1251, el Ducado de Estiria en 1261, el Egerland en 1266, el Ducado de Carintia con la Marca de Carniola y la Marca Víndica en 1269, así como la Marca de Friuli en 1272. Sus planes de convertir Bohemia en el principal Estado Imperial fueron abortados por el rey Habsburgo rival Rodolfo I de Alemania en la Batalla de Marchfeld de 1278.

### Luxemburgo
La Casa de Luxemburgo, reyes de Bohemia desde la extinción de los Premyslidas en 1306, volvieron a extender significativamente las tierras bohemias: el rey Juan el Ciego convirtió en vasallos a la mayor parte de los duques Piastas polacos de Silesia, su soberanía fue reconocida por el rey polaco Casimiro III el Grande en el Tratado de Trentschin de 1335. También consiguió la enfeudación de las tierras de Bautzen (1319) y Görlitz (1329) en Alta Lusacia del rey Luis IV.

Tierras bohemias de Carlos IV desde 1373, superpuestas a las fronteras modernas.

El hijo mayor de Juan, Carlos IV fue elegido rey de romanos en 1346 y sucedió a su padre como Rey de Bohemia en el mismo año. Carlos IV creó Tierras de la Corona de Bohemia (Země Koruny české), juntamente con las provincias incorporadas en 1348. La dinastía Luxemburgo alcanzó el punto más alto, cuando Carlos fue coronado Emperador del Sacro Imperio en 1355. Por su autoridad imperial decretó que la unidad de las tierras bohemias debía perdurar independientemente de los acontecimientos dinásticos, incluso si la línea de los Luxemburgo se extinguiera.
En 1367 compró Baja Lusacia de su hijastro el Margrave Otón V de Brandeburgo. Junto al original Condado de Luxemburgo propiamente dicho, la dinastía sostenía feudos imperiales no contiguos en los Países Bajos, como los ducados de Brabante y Limburgo, adquiridos a través de matrimonio en 1335 del hermanastro más joven de Carlos, Wenceslao de Luxemburgo, así como la adquisición del Margraviato de Brandeburgo en 1373. Como tanto el Rey de Bohemia como el Margrave de Brandeburgo habían sido designados Príncipes-Electores en la Bula de Oro de 1356, los Luxemburgo tenían dos votos en el colegio electoral, asegurando la sucesión del hijo de Carlos, Wenceslao, en 1376.
Con el rey Wenceslao, empezó el declive de la dinastía Luxemburgo. Él mismo fue depuesto como Rey de Romanos en 1400; Brabante, Limburgo (en 1406) e incluso Luxemburgo  (en 1411) fueron cedidos a la francesa Casa de Valois-Borgoña, mientras que Brandeburgo pasó a la Casa de Hohenzollern en 1411. Sin embargo, el gobierno conjunto de las Tierras de Bohemia sobrevivió las guerras husitas y la extinción de la línea masculina de los Luxemburgo tras la muerte del emperador Segismundo en 1437. 
Vladislao II de la dinastía Jogalia, hijo del rey polaco Casimiro IV, fue designado Rey de Bohemia en 1471, mientras que las tierras de la corona de Moravia, Silesia y las Lusacias fueron ocupadas por el rey rival Matías Corvino de Hungría. En 1479 ambos reyes firmaron el Tratado de Olomouc, donde la unidad de las tierras de la corona bohemia permaneció oficialmente sin cambios y los monarcas eligieron el uno al otro como únicos herederos. Tras la muerte del rey Matías en 1490, Vladislao gobernó las Tierras de la Corona Bohemia y el Reino de Hungría en unión personal.

### Habsburgo
Cuando Luis, el único hijo de Vladislao, murió en la batalla de Mohács en 1526, una convención de nobles bohemios eligió a su hermano político, el archiduque de la Casa de Habsburgo Fernando I de Austria, nuevo rey de las tierras de la corona Bohemia. Conjuntamente con las "tierras hereditarias" austríacas y el reino húngaro formaron la Monarquía Habsburgo, que en los siguientes siglos surgió del Sacro Imperio Romano Germánico como una potencia europea separada. Los intentos de los estados bohemios protestantes de crear una confederación autónoma se desbarataron en la batalla de la Montaña Blanca de 1620, cuando la administración fue centralizada en Viena. Además los gobernantes Habsburgo perdieron las Lusacias en favor del Electorado de Sajonia en la Paz de Praga de 1635 y la mayor parte de Silesia con Kladsko en favor del rey Federico II de Prusia en el Tratado de Breslau de 1742.
En la era moderna, las restantes tierras de la corona de Bohemia, Moravia y Silesia austríaca pasaron a ser partes constituyentes del Imperio austríaco en 1804 y de la mitad de Cisleithania de Austria-Hungría en 1867. Después de la II Guerra Mundial y de la disolución de la monarquía austrohúngara, estas se convirtieron en las regiones históricas usualmente referidas como tierras checas formando la República Checa. La Austria silesia con la región de Hlučín se conoce hoy en día como Silesia Checa, con la excepción de la oriental Silesia de Cieszyn que pasó a la Segunda República Polaca en 1920.

## Territorios

Tierras hereditarias de los Habsburgo hacia 1627. En rojo el archiducado de Austria, en azul las tierras de la corona de Bohemia.

Junto Bohemia propiamente, los territorios incorporados incluían:
- El Margraviato Moravo (Markrabství moravské), adquirido por los gobernantes Premyslidas y Slavník después de la Batalla de Lechfeld de 955, perdidos en 999 en favor del Reino de Polonia y reconquistados por el duque Bretislao I en 1035;
- El Egerland (Chebsko) fue nuevamente obtenido por Wenceslao II entre 1291-1306; definitivamente dado en prenda a Bohemia por el emperador Luis IV en 1322 y subsecuentemente gobernado en unión personal con la Bohemia propiamente dicha;
- Alta Lusacia (Horní Lužice), incorporada por el rey Juan I de Bohemia (Jan Lucemburskýi) en 1319 (Bautzen) y 1329 (Görlitz), y Baja Lusacia (Dolní Lužice), anteriormente Margraviato de Lusacia), adquiridos por el hijo de Juan, Carlos IV de Otón V, Margrave de Brandeburgo en 1367. Fernando II de Habsburgo perdió las Lusacias en favor del Electorado de Sajonia en la Paz de Praga de 1635;
- Los Ducados de Silesia (Slezsko), adquiridos por el Tratado de Trentschin de 1335 entre el rey Juan I de Bohemia y el rey Casimiro III de Polonia. La reina María Teresa perdió Silesia en 1742 en favor del rey Federico II de Prusia por el Tratado de Breslau, con la excepción de la parte suroriental que se convirtió en la llamada Silesia austríaca y después en la Silesia Checa.

Así como:
- La parte norte del Alto Palatinado ("Palatinado Bohemio") en Sulzbach, incorporado por Carlos IV en 1355. El hijo de Carlos, Wenceslao, perdió la región en 1401 en favor del Electorado del Palatinado bajo el rey Roberto de Alemania;
- El Brandeburgo Electoral, adquirido por Carlos IV del duque Otón V de Wittelsbach en 1373. El hijo de Carlos, Segismundo, perdió Brandeburgo en 1415 en favor de Federico I, Elector de Brandeburgo.

## Divisiones administrativas

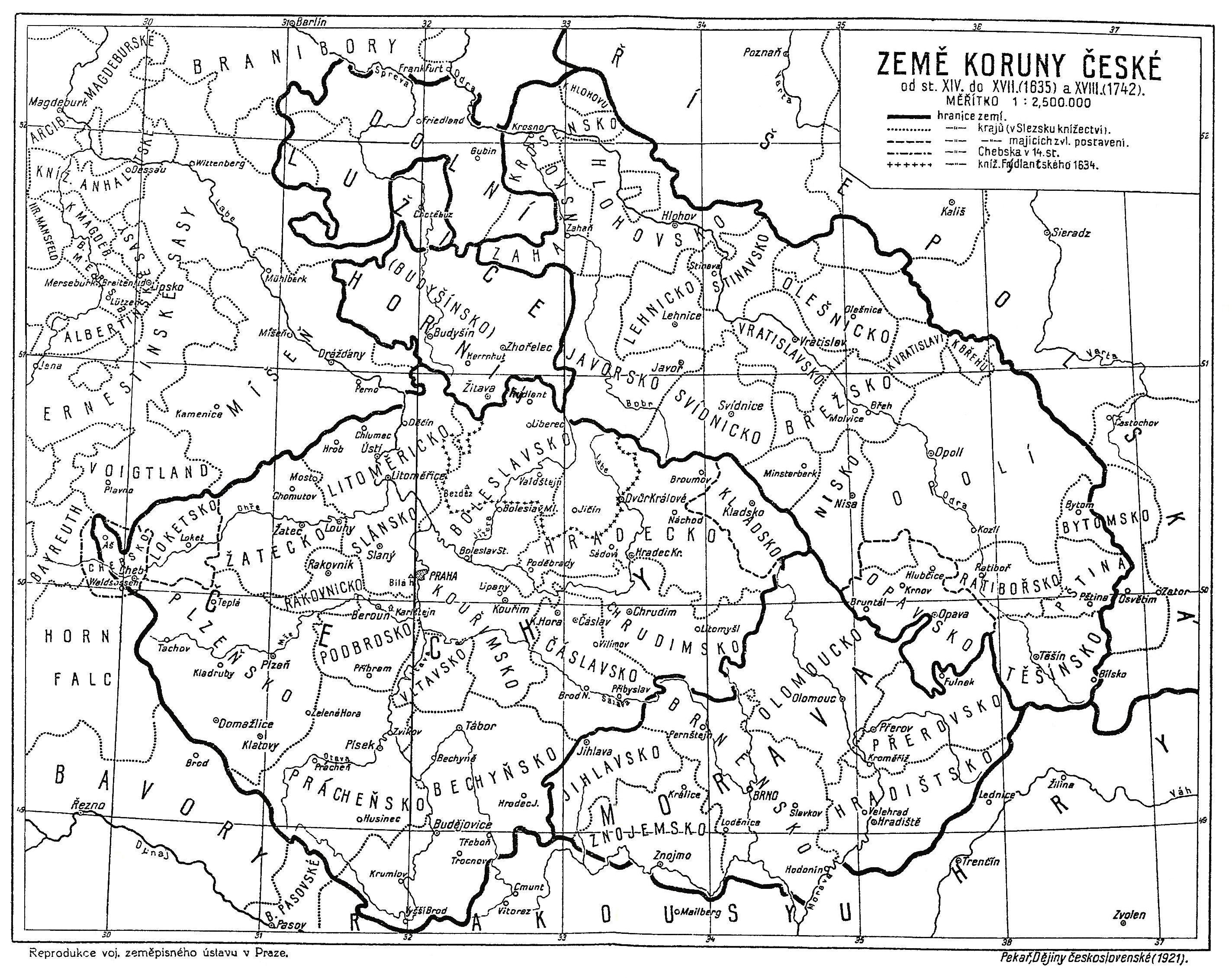
Tierras de la Corona de Bohemia (hasta 1635), mapa de Josef Pekař, 1921.

| Kraje de Bohemia - Bechyně - Boleslav - Čáslav - Chrudim - Hradec Králové - Kladsko - Kouřim en Praga - Litoměřice - Loket - Vltava - Plzeň - Podbrdy en Beroun - Prácheň en Písek - Rakovník - Slaný - Žatec | Kraje de Moravia - Brno - Hradiště - Jihlava - Olomouc - Přerov - Znojmo | Ducados de Silesia - Brzeg - Bytom - Cieszyn - Głogów - Jawor - Legnica - Nysa - Oleśnica - Opava - Opole - Pszczyna - Racibórz - Ścinawa - Świdnica - Breslavia - Żagań - Ziębice | Lusacias - Alta Lusacia en Bautzen - Baja Lusacia en Lübben |